# Orgilus gracilis
Orgilus gracilis är en stekelart som först beskrevs av Charles Thomas Brues 1908.  Orgilus gracilis ingår i släktet Orgilus och familjen bracksteklar. Inga underarter finns listade i Catalogue of Life.